# Campeonato de Cuarta División 1906 (Argentina)
El Campeonato de Cuarta División 1906 fue el sexto campeonato de la Cuarta categoría del fútbol argentino, equiparable de la actual Primera C (hoy en el Cuarto nivel). Fue organizado por la Argentine Association Football League, disputado con planteles de juveniles, de equipos inscripto en divisiones superiores y colegios e instituciones.
El campeón fue el San Isidro V, no ascendió a la Tercera categoría, ya que por aquella época no existía un sistema de ascensos y descensos, y los clubes elegían en qué división deberían jugar.

## Equipos
| Equipo                     | Ciudad                       |
| -------------------------- | ---------------------------- |
| San Martín IV              | San Martin (Buenos Aires)    |
| Adrogué III                | Adrogué                      |
| Porteño V                  | Ciudad de Buenos Aires       |
| Estudiantil Porteño IV     | Ciudad de Buenos Aires       |
| Adrogué II                 | Adrogué                      |
| General Urquiza II         | Villa Urquiza (Buenos Aires) |
| Gimnasia y Esgrima II      | Palermo (Buenos Aires)       |
| Estudiantes de La Plata II | La Plata                     |
| River Plate III            | Núñez (Buenos Aires)         |
| Royal II                   | Quilmes                      |
| San Isidro V               | San Isidro (Buenos Aires)    |
| Saint George's II          | Quilmes                      |
| Saint George's III         | Quilmes                      |

## Sistema de disputa
Los equipos fueron divididos en dos zonas, en cada una se enfrentaron bajo el sistema de todos contra todos a dos ruedas. Los primeros clasificaron a semifinales.

### Fase final
Se enfrentaron a eliminación directa a único partido. El ganador se consagró campeón.

## Fase de zonas

### Zona 1
| Equipo                | Pts | PJ | PG | PE | PP |
| Porteño V             | 20  | 12 | 9  | 2  | 1  |
| Royal III             | 18  | 12 | 9  | 0  | 3  |
| River Plate III       | 12  | 12 | 6  | 0  | 6  |
| Adrogué III           | 12  | 12 | 6  | 0  | 6  |
| San Martin IV         | 10  | 12 | 5  | 0  | 7  |
| Gimnasia y Esgrima II | 9   | 12 | 4  | 1  | 7  |
| Adrogué II            | 1   | 12 | 0  | 1  | 11 |

|  | Clasificado a la fase final. |

### Zona 2
| Equipo                     | Pts | PJ | PG | PE | PP |
| Estudiantil Porteño IV     | ?   | 10 | ?  | ?  | ?  |
| San Isidro V               | ?   | 10 | ?  | ?  | ?  |
| Estudiantes de La Plata II | ?   | 10 | ?  | ?  | ?  |
| General Urquiza II         | ?   | 10 | ?  | ?  | ?  |
| Saint George's II          | ?   | 10 | ?  | ?  | ?  |
| Saint George's III         | ?   | 10 | ?  | ?  | ?  |

|  | Clasificado a la fase final. |

## Fase final
|  | Semifinales | Semifinales            | Semifinales  |  |  | Final | Final | Final |  |
|  |             |                        |              |  |  |       |       |       |  |
|  |             |                        |              |  |  |       |       |       |  |
|  | 1           | Porteño V              |              |  |  |       |       |       |  |
|  | 1           | Porteño V              |              |  |  |       |       |       |  |
|  | 4           | San Isidro V           |              |  |  |       |       |       |  |
|  | 4           | San Isidro V           | San Isidro V |  |  |       |       |       |  |
|  |             |                        |              |  |  |       |       |       |  |
|  |             |                        |              |  |  |       |       |       |  |
|  | 3           | Estudiantil Porteño IV |              |  |  |       |       |       |  |
|  | 3           | Estudiantil Porteño IV |              |  |  |       |       |       |  |
|  | 2           | Royal III              |              |  |  |       |       |       |  |
|  | 2           | Royal III              |              |  |  |       |       |       |  |
|  |             |                        |              |  |  |       |       |       |  |

|                                  |
|                                  |
| Campeón San Isidro V 1.er título |